# اوچود
اوچود (به مجاری: Öcsöd) یک منطقهٔ مسکونی در مجارستان است که در ناحیه کون‌سنت‌مارتون واقع شده‌است. اوچود ۱۰۳٫۶۶ کیلومتر مربع مساحت و ۳٬۳۱۹ نفر جمعیت دارد.